# Outrage Coda
Outrage Coda (アウトレイジ 最終章?, Autoreiji Saishūshō, lett. "Outrage - Ultimo capitolo") è un film del 2017 scritto, diretto e interpretato da Takeshi Kitano presentato Fuori Concorso (Fiction) alla 74ª edizione della Mostra Internazionale d'Arte Cinematografica di Venezia.

## Trama
Conclusa la guerra interna al clan Sanno e la sua acquisizione da parte degli Hanabishi di Osaka, Otomo si trasferisce in Corea sotto la protezione del Signor Chang, ricco e potente boss della mafia coreana con importanti affari anche in Giappone.
Dopo diversi anni, Hanada, un membro del clan Hanabishi in trasferta in Corea, ferisce alcune prostitute al servizio di Otomo e gli uccide un esattore (inviato a riscuotere un risarcimento per le ragazze). L'onta subita, scatena la furia di Otomo che torna in Giappone in cerca di vendetta contro gli Hanabishi (i quali avevano tentato vanamente di offrire riparazione al signor Chang). Intanto emerge anche l'aspra rivalità tra il nuovo presidente degli Hanabishi Nomura e il suo secondo Nishino.
Nomura cerca di coinvolgere Nakata (numero 3 del clan Hanabishi) nell'eliminazione di Nishino, ma il progetto fallisce perché Nakata è legato da profonda lealtà verso Nishino e lo salva. Per un breve tempo, Nishino si finge morto ma aiuta Otomo a realizzare la sua vendetta contro gli Hanabishi allo scopo ultimo di ottenere l'eliminazione del presidente Nomura. Otomo è ormai una scheggia impazzita: alla festa per la liberazione di un membro del clan, irrompe nella sala massacrando inutilmente centinaia di hanabishi. Il presidente, vero bersaglio dell'agguato, non era andato alla festa, ma viene esautorato da Nishino e compagni e consegnato ad Otomo (che lo uccide in modo brutale). Successivamente, Otomo, con l'aiuto delle prostitute, provvede all'eliminazione di Hanada. Anche nel clan Sanno, il numero 2 Gomi uccide il presidente Shiroyama (successore di Kato), accusando falsamente Otomo.
Tutte queste morti, tuttavia, mettono in grave difficoltà il signor Chang che non può più lasciar libero Otomo. Quest'ultimo, in debito di riconoscenza verso il suo protettore, decide di farsi da parte suicidandosi.

## Produzione

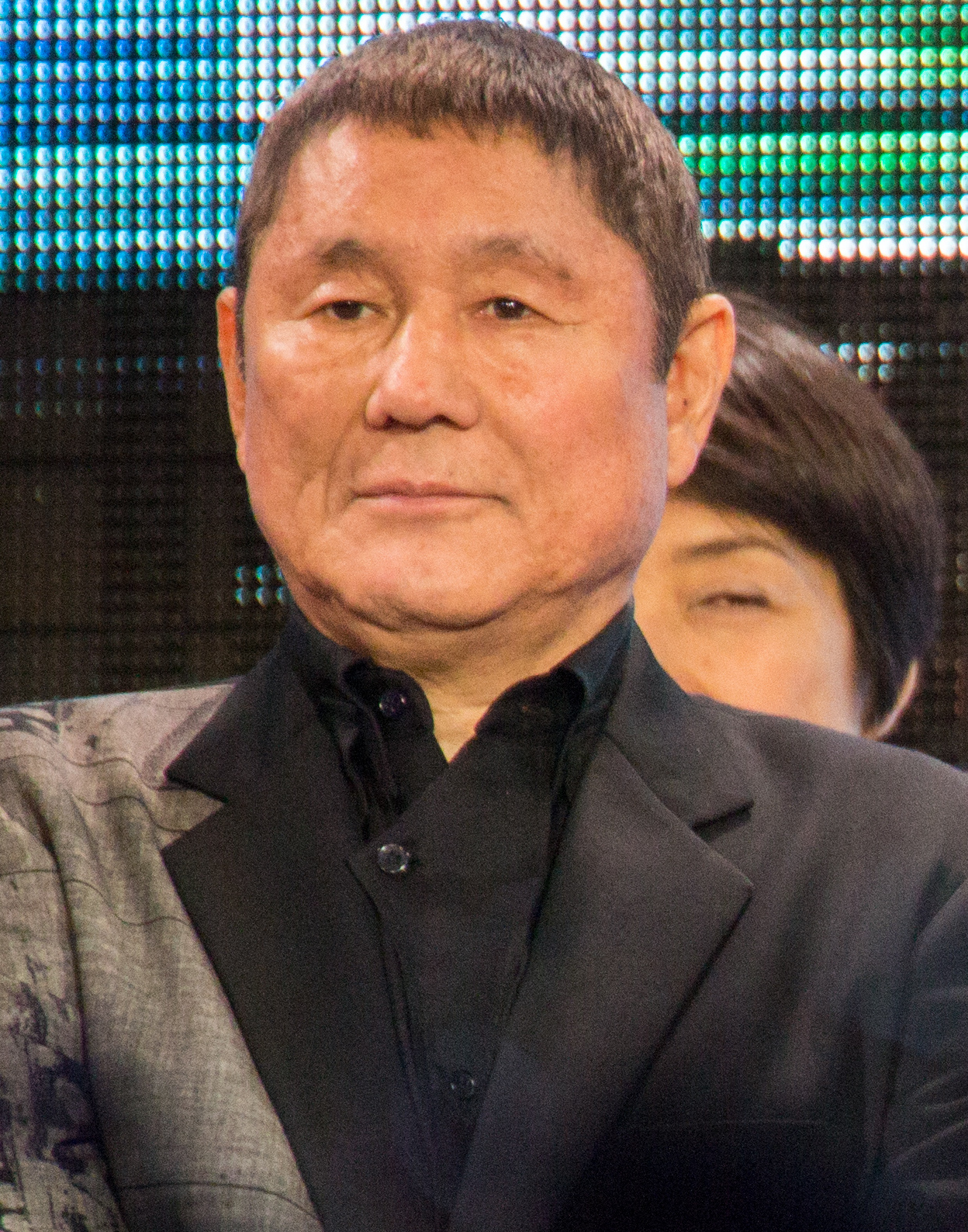
Takeshi Kitano

Nel settembre 2012 Takeshi Kitano ha annunciato di voler realizzare il terzo capitolo della trilogia Outrage dopo il successo al botteghino dei primi due film. Il primo capitolo della trilogia, Outrage, aveva infatti incassato circa 10 milioni di dollari USA, mentre Outrage Beyond, del 2012, aveva ottenuto più del doppio, con un incasso totale di 16.995.152 dollari USA.
Alla première veneziana del film, dove Outrage Coda è stato presentato Fuori Concorso (Fiction), Kitano ha ricordato la sua precedente esperienza positiva a Venezia nel 1998, quando il suo film Hana-bi- Fiori di fuoco aveva vinto il Leone d'oro.
Kitano ha dichiarato che nel terzo capitolo della trilogia "ci sono vari tipi di Yakuza... anche se ora stanno scomparendo, ci sono vari tipi di umanità all'interno di questi gruppi violenti. La violenza contrasta con alcune delle questioni trattate in passato, ma in questo film ci sono persone che cercano di prendersi cura di altre persone: le azioni dei personaggi sono influenzate da ciò che le circonda, ma devo ammettere che sono un po' stanco di dedicarmi alla violenza, così ho messo molti altri elementi nel nuovo film".
Nel luglio 2017 la rivista Screendaily ha reso pubblico il team di produzione del film: "La troupe cinematografica include il compositore Keiichi Suzuki, il direttore della fotografia Katsumi Yanagijima, il tecnico delle luci Hitoshi Takaya, lo scenografo Norihiro Isoda, il tecnico del suono Yoshifumi Kureishi, il casting director Takefumi Yoshikawa, il primo assistente alla regia Hirofumi Inaba e il produttore Shinji Komiya".

## Accoglienza
In Giappone il film ha ottenuto un incasso di 3,1 milioni di dollari solo nel primo week end dopo l'uscita, il 7 ottobre 2017.

## Riconoscimenti
- 2018 - Yokohama Film Festival
  - Miglior attore non protagonista a Sansei Shiomi
- 2018 - Mainichi Film Awards
  - Candidatura per il Miglior attore non protagonista a Toshiyuki Nishida
- 2017 - Tokyo Sports Film Awards
  - Miglior film
  - Miglior regista a Takeshi Kitano
  - Miglior attore a Toshiyuki Nishida e Sansei Shiomi
  - Miglior attore non protagonista a Ren Ōsugi, Nao Ōmori, Pierre Taki, Yutaka Matsushige
  - Miglior esordiente a Yutaka Matsushige
- 2017 - Japan Academy Prize
  - Migliore musica a Keiichi Suzuki
  - Candidatura a Miglior sonoro a Yoshifumi Kureishi
  - Candidatura a Miglior montaggio a Takeshi Kitano e Yoshinori Ota

## La trilogia "Outrage" di Kitano
Outrage Coda chiude la trilogia "Outrage" di Takeshi Kitano, facendo seguito ad Outrage, uscito nel 2010 e ad Outrage Beyond, film del 2012.
Kitano ha sostenuto che "sebbene questo sia l’ultimo capitolo della serie, vedo che ciascun film della trilogia ha il proprio colore. Pertanto, Outrage Coda è un’opera a sé stante. Con questo film non voglio affermare la violenza, quanto piuttosto far sentire il vuoto e la tristezza che vi stanno dietro".